# 東昌寺 (逗子市)
東昌寺（とうしょうじ）は、神奈川県逗子市にある高野山真言宗の寺院。

## 歴史
1333年（元弘3年）、新田義貞率いる軍勢が鎌倉に侵攻、北条氏一門は東勝寺で自害した（東勝寺合戦）。
当時の東勝寺住職信海は、本尊の大日如来を持ち出して脱出、当地に避難し、そこで北条氏の菩提を弔う寺を創建したのが、当寺の起源である。寺の名も同じく「東勝寺」とした。
1637年（寛永14年）、鎌倉の英勝寺の末寺となった。英勝寺は水戸徳川家との関連が深い寺である。
その際に、寺の名を、英勝寺と水戸家に遠慮し、「勝」を「昌」に改め、「東昌寺」と称することになった。
境内には、国の重要文化財に指定されている五輪塔がある。元々は葉山町にあった慶増院（現在は、浪子不動と統合し高養寺となる）にあったもので、開基の二階堂行然の墓といわれている。1976年（昭和51年）に当寺に移転した。

## 文化財
- 五輪塔（重要文化財 昭和28年8月29日指定）[4]
- 木造阿弥陀如来坐像（逗子市指定文化財 昭和46年12月23日指定）[5]

## 交通アクセス
- 神武寺駅より徒歩3分。